# Kōnin Tennō
Kōnin Tennō (光仁天皇?) (18 de noviembre de 709 – 11 de enero de 782) fue el 49.º emperador de Japón, según el orden tradicional de sucesión. Reinó entre 770 y 781. Antes de ser ascendido al Trono de Crisantemo, su nombre personal (imina) era Príncipe Imperial Shirakabe (Shirakabe-shinnō).

## Genealogía
Fue hijo del Príncipe Imperial Shiki no Miko y su esposa Ki no Tochihime. Nieto de Tenji Tennō. En un principio, no estaba en la línea de sucesión, pero Tenmu Tennō y su rama le ofrecieron el trono. Se casó con la Princesa Imperial Ikami, una hija de Shōmu Tennō, y teniendo una hija y un hijo.
El Emperador Kōnin tuvo cinco emperatrices y siete hijos.

## Biografía
Luego de que su cuñada, la Emperatriz Shōtoku (o Emperatriz Kōken) falleciera en 770, el Príncipe Imperial Shirakabe fue nombrado su heredero; la razón se debió que los altos cortesanos clamaron a la emperatriz en su lecho de muerte que el príncipe podía ser su heredero ya que era considerado un hombre gentil sin ambiciones políticas. Asume el trono a la edad de 60 años con el nombre de Emperador Kōnin.
Durante su reinado, intentó reconstruir las organizaciones financieras y administrativas del estado, que habían sido corrompidas durante el reinado de la Emperatriz Shōtoku.
En unos meses, la Princesa Ikami sería promovida a emperatriz y su hijo a Príncipe de la Corona. Sin embargo, poco después fue acusada de haber hechizado a su esposo, el Emperador Kōnin. Actualmente, se cree que esta acusación fue una venganza con el fin de privar a su hijo del trono. Así, la princesa fue removida del rango de consorte y murió poco después de una enfermedad, según los registros oficiales.
Tras la muerte de la princesa, el Príncipe Yamabe, hijo del emperador y de Takano no Niigasa fue nombrado su heredero. Según el Shoku Nihongi, Takano no Niigasa, era una descendiente del rey Muryeong de Baekje, Corea.
En 781, el emperador abdica a la edad de 71 años a favor de su hijo, el Emperador Kanmu. Fallecería unos meses después, en 782.

## Kugyō
Kugyō (公卿) es el término colectivo para los personajes más poderosos y directamente ligados al servicio del emperador del Japón anterior a la restauración Meiji. Eran cortesanos hereditarios cuya experiencia y prestigio les había llevado a lo más alto del escalafón cortesano.
- Sadaijin: Fujiwara no Nagate (714 – 771)[6]
- Sadaijin: Fujiwara no Uona (721 – 783)[6]
- Udaijin: Ōnakatomi Kiyomaro (702 – 788)[6]
- Nadaijin: Fujiwara no Yoshitsugu (716 – 777)[6]
- Dainagon: Fujiwara no Momokawa (732 – 779)[6]

## Eras
- Hōki (770 – 781)